# Vincenzo Rennella
Vincenzo Rennella (* 8. Oktober 1988 in Cannes) ist ein italienisch-französischer ehemaliger Fußballspieler auf der Stürmerposition.

## Werdegang
Rennella begann seine Karriere bei der AS Cannes, wo er auch sein Profi-Debüt hatte, was aber sein einziges Spiel für Cannes blieb. In der darauffolgenden Saison, wurde er vom FC Lugano verpflichtet. Dort traf er in 24 Spielen sieben Mal ins Tor. Er erweckte das Interesse des italienischen Erstligisten CFC Genua, die ihn danach auch übernahmen. Doch im gleichen Sommer wurde er erneut nach Lugano ausgeliehen. Dort hatte er seine bisher stärkste Zeit, in der in 22 Partien insgesamt 24 Tore erzielte und zum Torschützenkönig der Challenge League, der zweithöchsten Spielklasse in der Schweiz, wurde.
Nachdem er mit Lugano den zweiten Rang in der Challenge League hinter dem direkten Aufsteiger FC St. Gallen belegte, berechtigte dieser zur Teilnahme an den Barrage-Partien gegen den Zweitletzten der Axpo Super League, den FC Luzern. In den zwei Barrage-Partien um den Aufstieg in die Super League gegen Luzern unterlag Rennella mit dem Tessiner Verein jedoch klar und verschoss im entscheidenden Spiel in Luzern zudem einen Elfmeter.
Im darauffolgenden Sommer sollte er nach Genua zurückkehren, wurde aber umgehend an den Grasshopper Club Zürich verliehen.
Nach einem weiteren Jahr bei GC, wurde er erneut ausgeliehen. Der italienische Serie-A-Verein AC Cesena holte ihn für die Saison 2011/12 zurück in die Heimat. Rennella steht seit 2016 bei Real Valladolid unter Vertrag und spielt aktuell auf Leihbasis für den Miami FC.